# خوزه کارل پیر فنفان
خوزه کارل پیر فنفان (انگلیسی: José-Karl Pierre-Fanfan؛ زادهٔ ۲۶ ژوئیهٔ ۱۹۷۵) بازیکن فوتبال اهل فرانسه است.
از باشگاه‌هایی که در آن بازی کرده‌است می‌توان به باشگاه فوتبال لانس، باشگاه فوتبال رنجرز، باشگاه ورزشی السیلیه، باشگاه فوتبال پاری سن ژرمن، و باشگاه فوتبال موناکو اشاره کرد.
وی همچنین در تیم ملی فوتبال مارتینیک بازی کرده‌است.